# Eduard Eckhardt
Eduard Eckhardt (* 23. Mai 1864 in Tambow; † 7. Dezember 1944 in Freiburg im Breisgau) war ein deutscher Anglist und Bibliothekar.

## Leben
Eckhardt war Sohn deutschbaltischer Eltern. Er besuchte das Gouvernements-Gymnasium in Riga und studierte deutsche und englische Philologie 1883–86 an der Kaiserlichen Universität Dorpat und 1886–89 in Freiburg. wo er 1889 promoviert wurde. Ab 1891 arbeitete er an der Universitätsbibliothek Freiburg. 1902 wurde er an der Universität Freiburg Privat-Dozent, 1910 wurde er dort außerordentlicher Professor. 1918 lehrte er an der Landesuniversität Dorpat. Er blieb bis zu seiner Pensionierung 1929 auch im Bibliotheksdienst tätig.

## Schriften (Auswahl)
- Die deutsche Sprache in den Ostseeprovinzen. In: Wissenschaftliche Beihefte zur Zeitschrift des Allgemeinen Deutschen Sprachvereins. H. 11, Berlin, S. 25–32.
- Das Präfix ge- in verbalen Zusammensetzungen bei Berthold von Regensburg: ein Beitrag zur mittelhochdeutschen Syntax. Fock, Leipzig 1889 (Freiburg i. B., Univ., Diss., 1889).
- Die lustige Person im älteren englischen Drama (bis 1642). Mayer & Müller, Berlin 1902 (Palaestra; 17).
- Die angelsächsischen Deminutivbildungen. Pierer, Altenburg 1903 (Freiburg i. B., Univ., Habil.-Schr., 1903).
- Die Dialekt- und Ausländertypen des älteren englischen Dramas.
  - Bd. 1: Die Dialekttypen, Louvain 1910 (Materialien zur Kunde des älteren englischen Dramas; 27).
  - Bd. 2: Die Ausländertypen, Louvain 1911 (Materialien zur Kunde des älteren englischen Dramas; 32).
- (Bearb.): Chaucers Sprache und Verskunst. 3. Aufl., Tauchnitz, Leipzig 1920.
- Die englische Philologie an der Universität Freiburg i.Br., Freiburg i.Br. 1925.
- Geschichte der englischen Literatur im Grundriss
  - Bd. 1: Das englische Drama im Zeitalter der Reformation und der Hochrenaissance: Vorstufen, Shakespeare und seine Zeit, de Gruyter, Berlin 1928.
  - Bd. 2: Das englische Drama der Spätrenaissance: (Shakespeares Nachfolger), de Gruyter, Berlin 1929.
- Shakespeares Anschauungen über Religion und Sittlichkeit, Staat und Volk: ein Versuch. Böhlau, Weimar 1940 (Schriften der Deutschen Shakespeare-Gesellschaft; N.F., 4).